# باو-لاتينا (ألبوم)
باو-لاتينا (بالإنجليزية: Pau-Latina)‏ هو الألبوم السابع للمغنية المكسيكية باولينا روبيو وصدر في أبريل/نسيان من العام 2004. الأغنية الأولى من الألبوم كانت Te Quise Tanto والتي احتلت المرتبة الأولى في قوائم الأغاني الأميركية-اللاتينية لمدة تزيد عن ثلاثين أسبوعاً. الألبوم كاملاً باللغة الإسبانية.